# Paul Richter

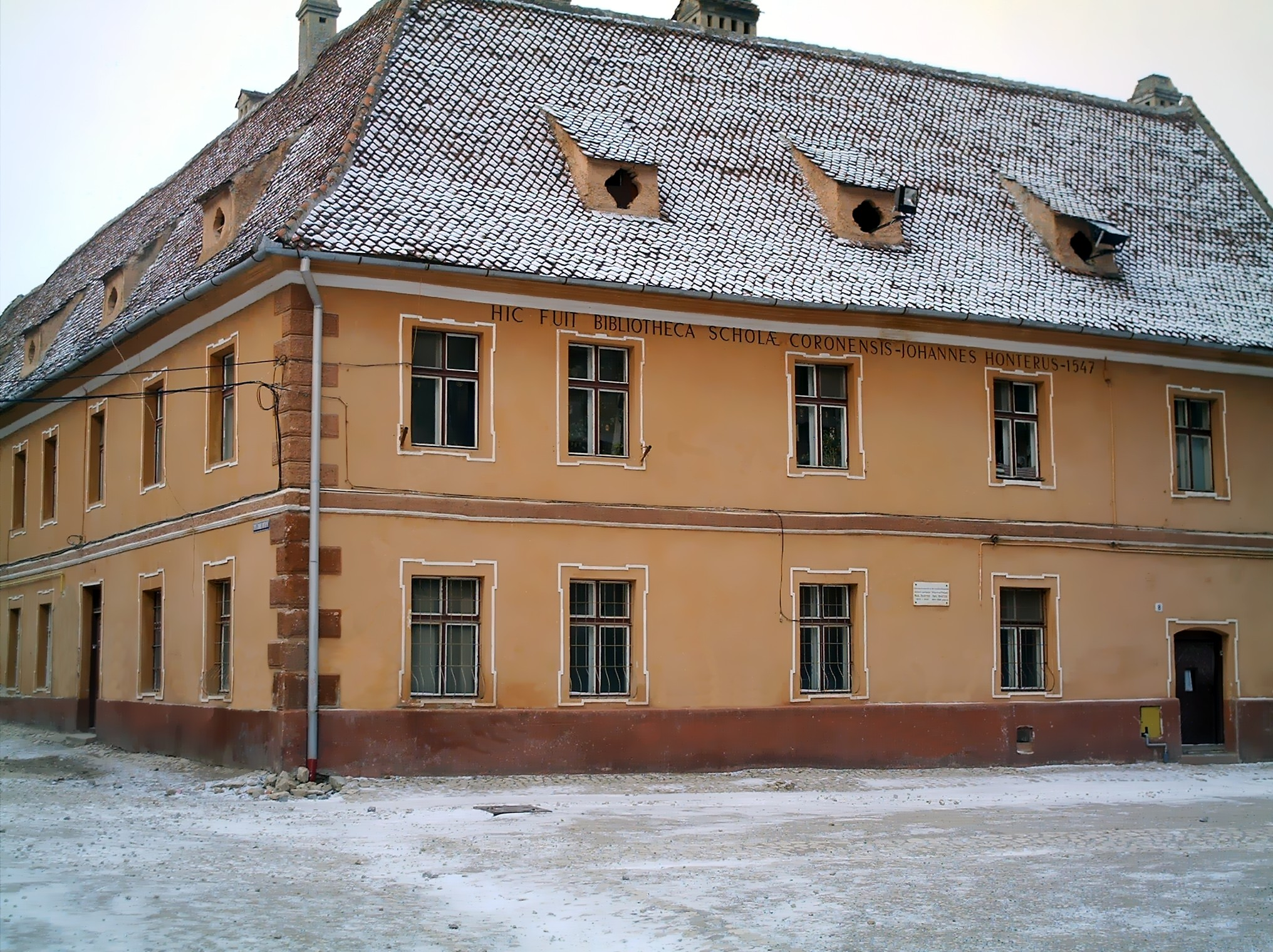
Casa în care s-a născut Paul Richter

Paul Richter (n. 28 august 1875, Brașov – d. 16 aprilie 1950, Cristian, Brașov) a fost un compozitor, dirijor, pianist, organist și pedagog sas. A urmat cursurile Liceului „Johannes Honterus” din Brașov, debutând în studiile muzicale cu prof. Rudolf Lassel. Richter se orientează inițial către medicină, însă în final intră la Conservatorul din Leipzig.
Se întoarce la Brașov în 1900 și conduce „Asociația corală bărbătească”. În 1904 ajunge capel-maistru al orchestrei orașului și dirijor al Societății Filarmonice, cu care efectuează mai multe turnee prin Transilvania și România. Cu aportul său, Richard Strauss, Felix Weingartner și George Enescu concertează în orașele transilvănene.
O perioadă Paul Richter activează și la Sibiu.
Paul Richter a compus șase simfonii, poeme simfonice, suite și fantezii pe motive populare săsești și românești, uverturi, lucrări camerale, concertante, instrumentale, vocal-simfonice și corale.